# 死靈族
太空死靈（Necrons，或譯太空骷髏）是戰棋遊戲《戰錘40000》一支虛構的外星種族。

## 背景
根據死靈族第5版規則書的設定，六千萬年前死靈族原本是一支叫作懼亡者（Necrontyr）的種族，由於母星經常性受到太陽風與致命輻射的強烈侵襲，他們相當地短命，儘管他們有極度先進的科技也無可奈何。因此他們出發向星間，建立了不少殖民地，直到大半銀河都知曉了懼亡者存在。但是與神祕的種族古聖（Old Ones）的戰爭阻止了他們的擴張，在上百年的衝突以後，懼亡者被驅回去了。
之後，星神（C'tan）出現了，他們是有接近無限力量的物理宇宙神明，星神對於古聖的憎恨讓他們與懼亡者有了共同的目標，承諾懼亡者永生和對抗他們生理疾病的萬靈藥。星神贏得了懼亡者的信任，於是懼亡者的生命轉換開始了，他們孱弱的血肉之驅被替換成活生生的金屬，成為了機械身驅死靈族，而星神們則吸走了他們的生命原質。
星神和死靈族擊敗了古聖，但是死靈族王朝的統治者寂靜王（Silent King）斯札拉克（Szarekh）為了報復施在他的人民身上的詛咒而帶領死靈族反抗星神。毫無準備的星神輸給了死靈族，他們的碎片被封印起來。但是這個勝利是以極大的代價所換取，因此寂靜王斯札拉克認為死靈族的時代這時已經結束了，並命令餘下的死靈都市轉換成古墓建築群。從此死靈族進入長達六千五百萬年的沉眠，而寂靜王斯札拉克則到銀河外自我放逐，直到死靈族應該統治宇宙的時刻再度到來為止，即是第41個千年，《戰鎚40000》主要的舞台。
死靈族在遊戲裡的特色包含了他們自我修復的特性以及強大的火力。死靈族的戰士們在被「殺死」以後仍然有可能再度回到遊戲之中，繼續作戰。他們高科技的槍枝也提供了極強大的射擊火力。